# ادبیات حماسی عربی

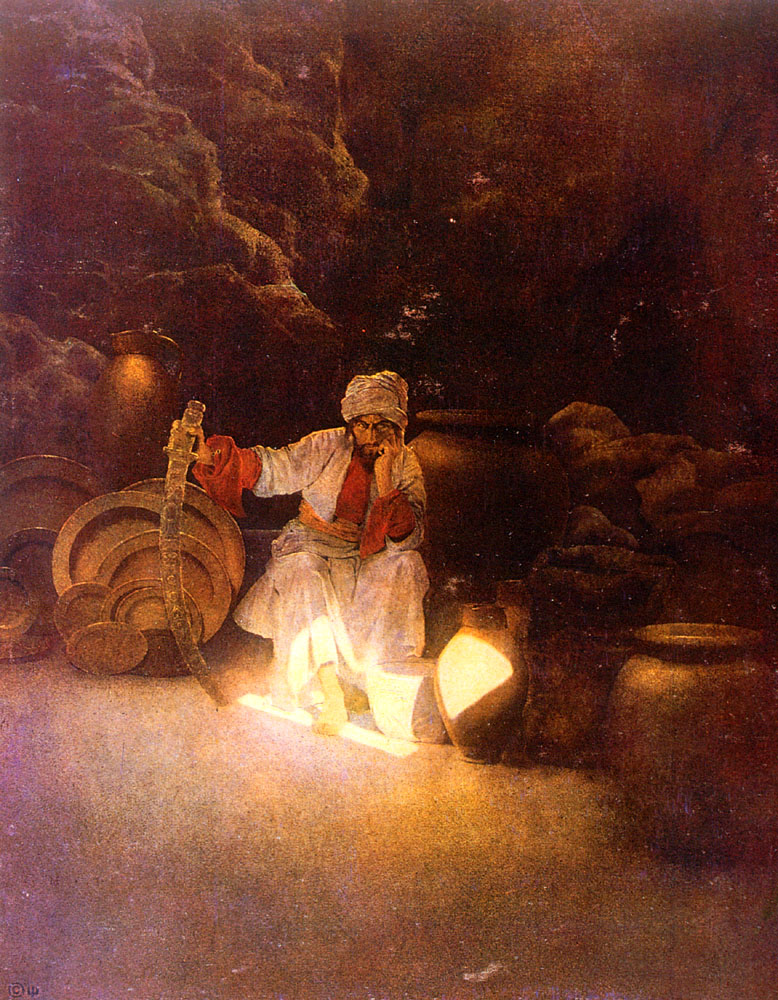
علی بابا

ادبیات حماسی عربی تشکیل شده از اشعار حماسی و افسانه‌های حماسی است که در قرون متمادی و در میان افکار و گفتار مردمان عرب پدید آمده‌است.
افسانه هزار و یک شب نمونه حاوی نمونه‌های قابل توجهی از افسانه‌های حماسی عربی است.